# 贾里德·艾萨克曼
贾里德·泰勒·「魯克」·艾萨克曼（英語：Jared Taylor "Rook" Isaacman，1983年2月11日—）是一位美国商人、飛行員、慈善家和商業太空人。他是私人空军德拉肯国际的创始人和Shift4創辦人兼執行長。截止2021年9月，他的身价为24亿美元。2024年12月4日，艾萨克曼被美國當選總統唐纳德·特朗普提名为國家航空暨太空總署署長。但其提名于2025年5月被撤回。

## 早年生活
贾里德·艾萨克曼出生于於1983年2月11日新泽西州薩米特 (新澤西州)的一个犹太家庭，他是四個孩子中最小的一個。艾薩克曼和他的家人住在新澤西州尤寧縣尤寧鎮區，然後在1987年4月左右搬到新澤西州韋斯特菲爾德 (新澤西州)。
艾薩克曼12歲時，全家搬到了新澤西州伯納德鎮的自由角地區，並就讀於威廉安寧中學（William Annin Middle School）和里奇高中。
他之後就讀於安柏瑞德航空大學全球教學中心校區，並獲得專業航空學士學位。

## 職業

### 經商
艾萨克曼14岁开始工作，1999年创办零售支付处理公司United Bank Card（后改名Harbortouch、Shift4 Payments），是位於賓夕法尼亞州的銷售點支付公司。他是創始首席執行官，並於2015年保留了這一職位，因為該公司「十多年來一直盈利，[同時處理]來自60,000家商家的每年110億美元的交易，創造了3億美元的收入。到2020年，該公司已更名為Shift4 Payments，艾薩克曼仍擔任首席執行官，該公司每年處理2,000億美元的付款。
2012年，他和别人合伙成立德拉肯国际，這是一家總部位於佛羅里達州的公司，為美军培訓飛行員。該公司運營著世界上最大的私人戰鬥機機隊之一。

### 飛行員
艾薩克曼擁有多架军用航空器的飛行資格。艾薩克曼曾與他於2010年共同創立的黑鑽石噴射機隊一起參加航展。
2008年，他首次嘗試創造駕駛輕型噴射機環球飛行的新世界紀錄，但以83小時環球飛行的成績落空，僅超出了現有紀錄82小時。這次創紀錄的嘗試是為願望成真基金會舉辦的募款活動。
2009年4月，他第二次嘗試創造駕駛輕型噴射機環球飛行的世界紀錄，飛行時間為61小時51分15秒，比之前的紀錄82小時快了約20小時。這次嘗試也是新澤西願望成真基金會的募款活動。他與另外兩名機組人員駕駛一架塞斯納獎狀野馬CJ2跳過了在印度和日本的停留站，因為在2008年他在這兩個國家遇到了長達數小時的地面延誤。

### 太空飛行

#### 灵感4号

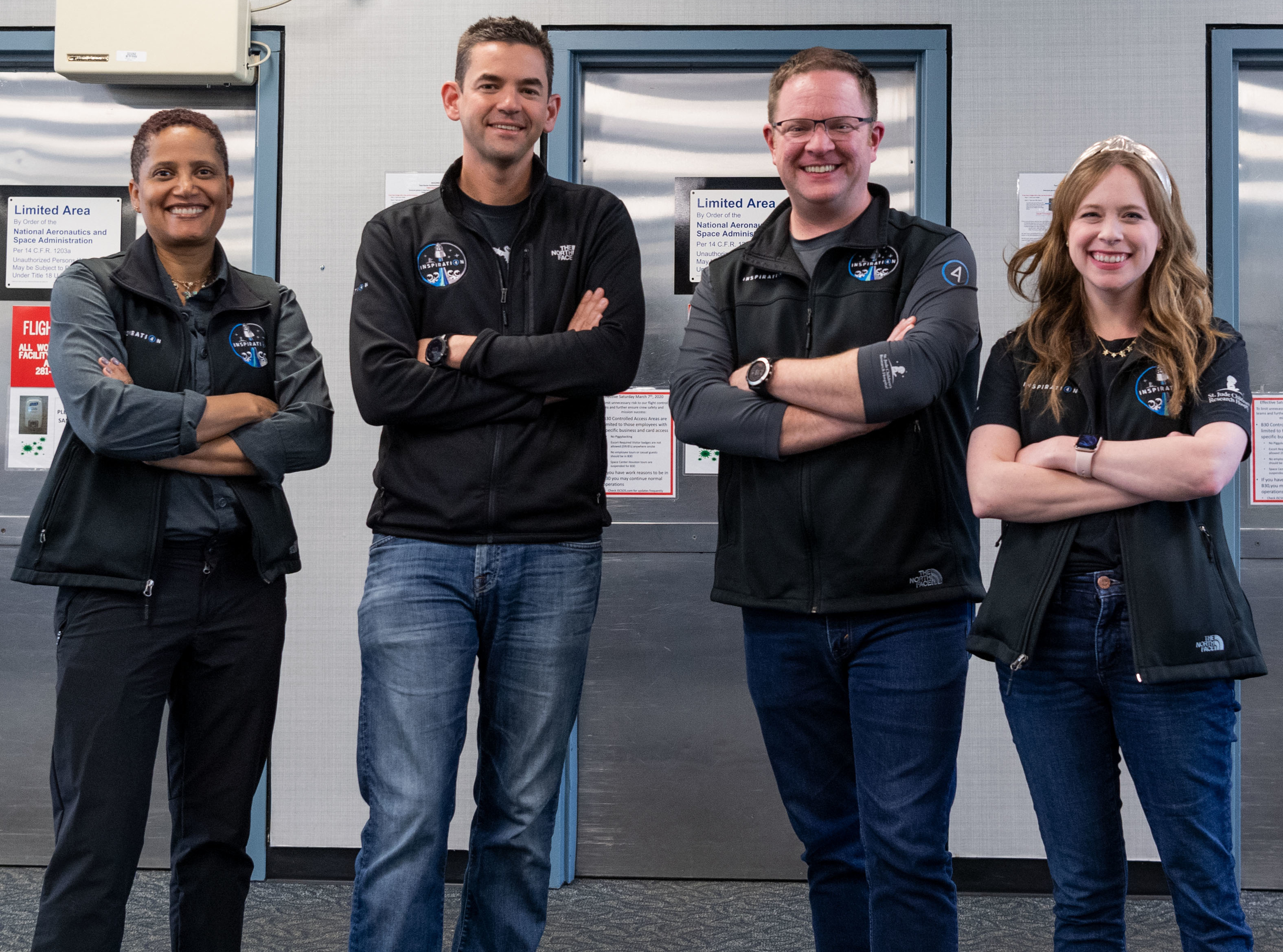
灵感4号航天員。左起：希恩·普罗科特、艾薩克曼、克里斯多福·森布羅斯基、海莉·阿賽諾

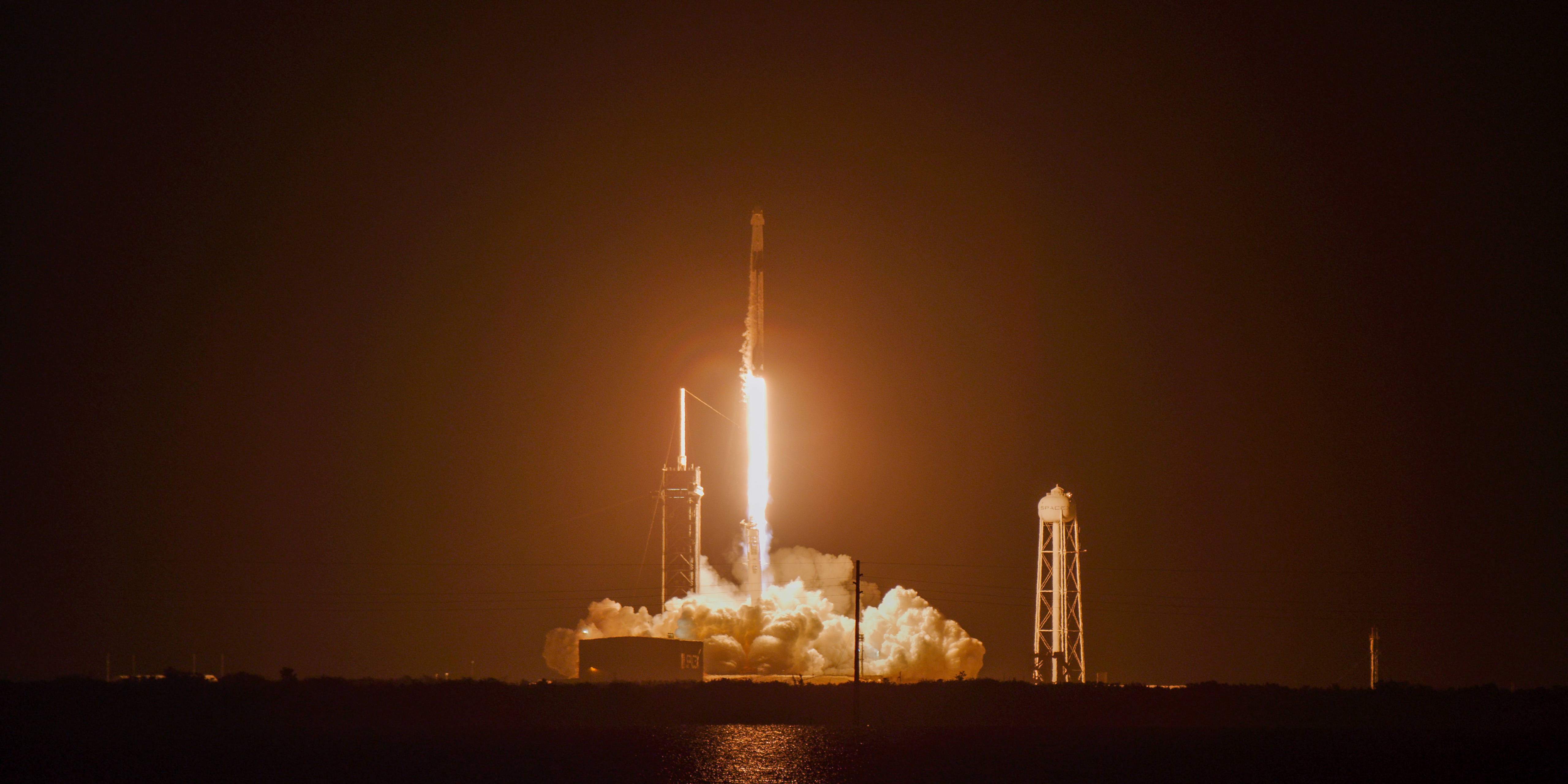
灵感4号發射升空

2021年2月，艾薩克曼宣布他將擔任灵感4号的指揮官，這是世界上首次的民营载人航天飛行，航天船上沒有任何人來自政府機構。這項任務由SpaceX公司在由獵鷹9號運載火箭發射的自主載人龙飞船2号上執行。
2021年8月，灵感4号的4名航天員（包括艾薩克曼）登上了時代雜誌雙期封面。
2021年9月15日（UTC），灵感4号發射並進入軌道。三天后，任務安全濺落。
在灵感4号執行任務期間，艾薩克曼在拉斯維加斯上空通過美高梅體育博彩公司對國家美式橄欖球聯盟進行了兩次投注，這是世界上首次在太空進行體育投注。

#### 北极星黎明

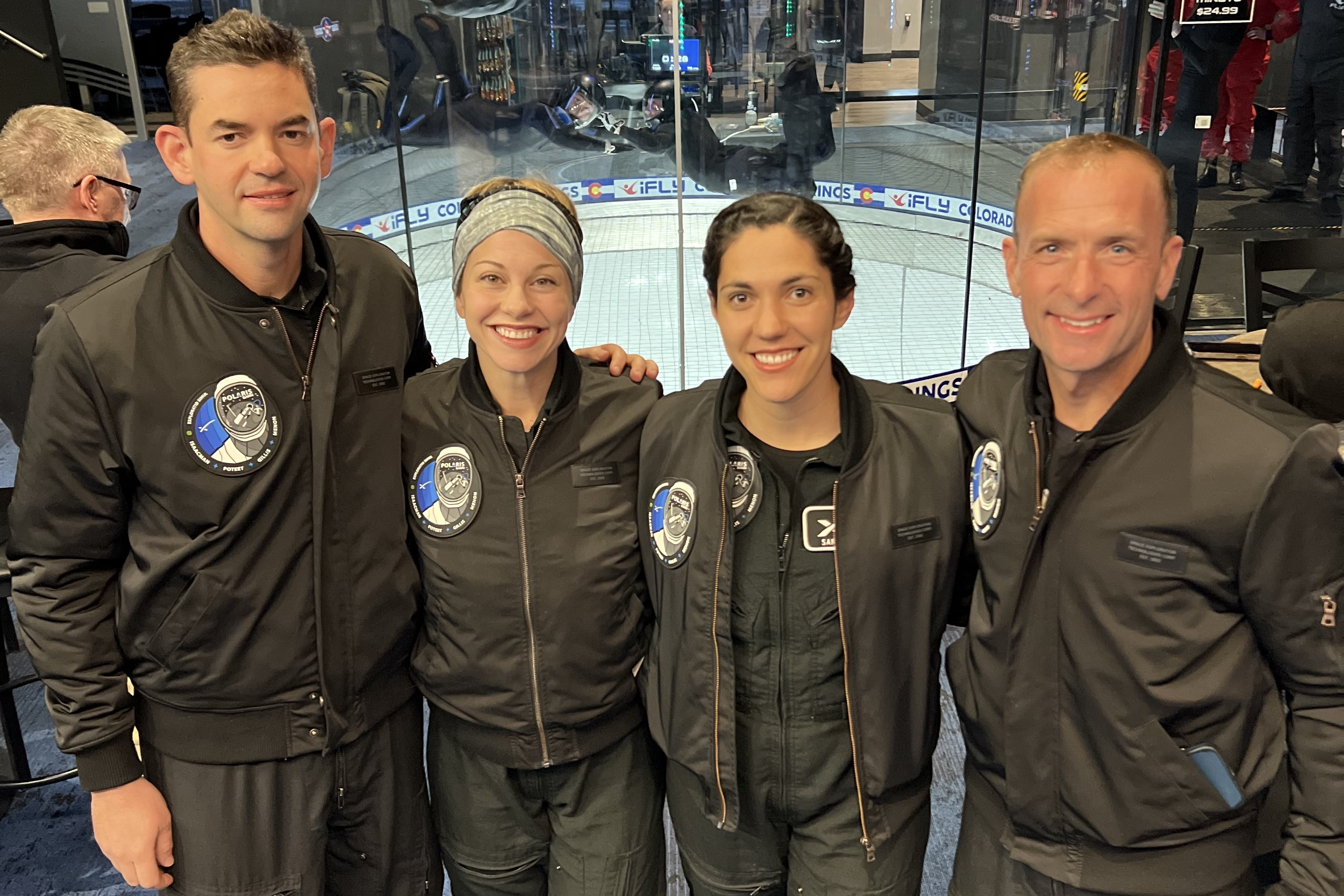
北極星黎明航天員。左起：艾薩克曼、梅農、吉利斯、波蒂特

2024年9月，艾薩克曼指揮了北極星黎明任務，該任務是名為北極星計畫的載人太空計畫的一部分。航天員包括艾薩克曼、斯科特·波蒂特、莎拉·吉利斯和安娜·梅農。他上升到破紀錄的遠地點（apogee）1,400公里（870英里），後來又下降到700公里（430英里）的近地點。航天員於2024年9月12日完成了一次長達數小時的舱外活动，所有航天員都暴露在太空真空中，儘管艾薩克曼和莎拉·吉利斯是僅有的兩個離開太空船的人。在為期五天的飛行中，航天員進行了大約40次不同的科學實驗，讓人們對太空生活有了更多的了解。機組人員還完成了星鏈雷射通訊在太空的首次載人演示。

## 個人生活
艾萨克曼是猶太人，儘管他聲稱自己不信教 。他已婚並育有兩個女兒。艾薩克曼是新澤西州沃倫縣華盛頓鎮區的居民。

## 参見
《壯遊倒數：Inspiration4 平民太空任務》（2021年Netflix紀錄片系列）